# Бої під Полтавою
Бої під Полтавою — бої за населений пункт Полтаву 30-31 травня 1658 року, під час Повстання Пушкаря та Барабаша.Конфлікт між Іваном Виговським та Мартином Пушкарем.

## Вступ
Полтавська битва 30 — 31 травня 1658 р. стала наслідком і підсумком ряду подій з історії Української держави, пов'язаних зі смертю гетьмана Б. Хмельницького та боротьбою за гетьманську булаву між його наступниками Ю. Хмельницьким, І. Виговським та козацькою старшиною, зокрема полтавським полковником Мартином Пушкарем.

## Перебіг подій
Після перебігу ряду подій та боїв 20 травня війська гетьмана І. Виговського стали табором на Полуозері, в 10 верстах від Полтави, що відповідає нинішнім околицям с. Жуки.
Розуміючи, що ситуація складається не на його користь, М. Пушкар робить спробу отримати військову допомогу від московського воєводи Г. Ромодановського направивши останньому листа з проханням допомоги, однак воєвода, все ще довіряючи І. Виговському і не маючи наказу царя, залишається на місці. Одночасно з намаганням залучити на свій бік московські війська М. Пушкар робить вдалу спробу привернути на бік повстанців полковника Ф. Джеджалія

## Вбивство Ф.Джеджалія
Генеральний бій розпочався в ніч з 30 на 31 травня нападом М. Пушкаря на гетьманський табір:
И полтавской полковник Мартын Пушкарь и Яков Барабаш и Довгаль со всем своим войском из Полтавы приходил в ночи на гетманский обоз и гетмана и козаков всех от обозу выбили вон, а армату войсковую взяли, а скарбы гетманские и у всех козаков пограбили и его, Василья Петровича [тобто Кікіна — В. М.], и людей его и путивльцев детей боярских, которые по государеву указу с ним Васильем Петровичем, из Путивля посланы были, застали в обозе и животы и лошади у него, у Василья Петровича и у путивльцев ограбили…
тобто на першому етапі бою М. Пушкарю вдалося вибити І. Виговського з табору, захопивши навіть гетьманську булаву. Вірогідно, такому розвитку подій сприяли і згадані раніше переговори полковника з Ф. Джеджалієм. Польський посол Беньовський про ці події оповідає так:
Коли Пушкаренко підійшов під крило, Джеджалій відразу ж зробив йому в своєму таборі вулицю, і, з'єднавши свої сили, вони поспіхом кинулися до шатра Виговського, щоб його живцем схопити. Але Виговський, почувши крик, як був кинувся тікати, бо не роздягався, і, схопивши коня, ледве сам-десять втік до Карач-бея.
Однак утеча І. Виговського коштувала Джеджалію життя:
Не захопивши гетьмана у шатрі, Пушкаренко повернувся до Джеджалія, кажучи, що зрадив мене — нема Виговського, — і власноручно на цьому ж місці біля шатра Виговського Пушкаренко вбив Джеджалія.

## Результати бою
Вибивши І. Виговського з табору, голота, яка знаходилася у війську М. Пушкаря, одразу ж кинулася грабувати гетьманський обоз, що дало можливість І. Виговському зібрати сили та за допомогою татар розпочати наступ, який закінчився перемогою гетьмана. Щоб відчути напругу битви, далі наведемо її опис, як ці події подає С. Величко у своєму «Літописі»:
Пред светанем теди за години две или полтори, выйшол Пушкар з Полтави зо всем войском своим конним и пешим… и егда слонце з оцеяну [океану — В. М.] златовидние свои на свет почало пристирати лучи, тогда абые Пушкар нечаяно вдарил крепко на обоз Виговского, и неготовое до бою войско зоставши, попудил и выгнал оное все преч з обозу. Виговский потим зараз пришедши до справи, обернулся з своим всем войском на Пушкара, и вигнал оного тогда-ж з обозу своего, и далей за ним почал был ку Полтаве наступовати; леч гди на тот час приспел з Полтави Барабаш ку Пушкарове з Запорожцами, тогда знову Виговского войско зломивши и преч оное погнавши, цале обоз Виговского зо всем опановали, и един на лупах [грабунках — В. М.] тогдашних, а другие пьянице на куфах [тут: бочках — В. М.] горелчаних засевши, не чаяли уже весма щастю своему отмени. Виговский при такой двокротной своей от Пушкара конфузии, влегце и згола ни при чом оставшися, все достатки свои в обозе своем отбегши, и по неволе Пушкаровцам оние в дуван [грабунок — В. М.] оставивши, сам чим найскорей до Орди удался, и оную з собою от Соколлих байраков взявша, и зо всем войском Козацким и з двома полками помененними Немецкими совокупившись, приспел знову на Пушкара до опанованого обозу своего; где немци от Пушкарових Дейнеков киями обезчещенние, и нимало им двомя полками немогучи постояти, з великою конфузиею утекли преч от единого полку Дейнецкого, и жадной себе за службу нагороди от Виговского недожидаючись, прошли просто назад чрез Чигрин в свою Немецкую землю. А Виговский з козаками и татарами на несправное, в обозе своем розгостившоеся з Пушкарем войско крепко ударивши, и превеликий бой учинивши, наконец зломил и поразил оное все наголову, на розние сторони роспудивши и там оние подокончавши. В яком бою Барабаш з запорожцами мало попрацовавши, а пограничную свою певне увидевши, отлучился зачасу от Пушкара, и уйшол хоч не зо всеми запорожцами…
Залишки пушкарівців втекли під охорону Г. Ромодановського, який стояв у цей час біля Прилук . Що ж до долі самого полкового міста, то відомо, що після страти М. Пушкаря гетьман на списові відправив туди голову полковника, після чого Полтава запросила пощади, яку:
огнем і мечем привітавши, остаток її заховав в цілості — очевидно, що найбільше постраждало саме передмістя та посад, сама ж фортеця була збережена, руйнувати її повністю гетьману не було жодної вигоди, адже полк не ліквідовувався, до того ж він навряд чи міг би собі допустити повне зруйнування фортеці, яка була чи не найбільш значним укріпленням на татарському шляху та поряд із запорозькими землями. Безсумнівним у цьому випадку є лише те, що околиці міста піддалися розграбуванню татарами Карач-бея. Захопивши великий ясир, вони зосередили його на Полуозері під Стасівцями, «але коли збирались уже вести його до Криму, військо Виговського підняло крик… і він позволив їм відібрати той ясир у татар
Після бою Полтавський полк фактично позбувся усіх своїх найзначніших старшин. М. Пушкар був мертвий, а іншу старшину Івана Донця та полкового писаря Семена Ляха арештували і на прохання гетьмана тримали в Білгородській тюрмі. Там же, в ув'язненні, знаходився і миргородський полковник С. Довгаль.